# 12-Stunden-Rennen von Sebring 1998

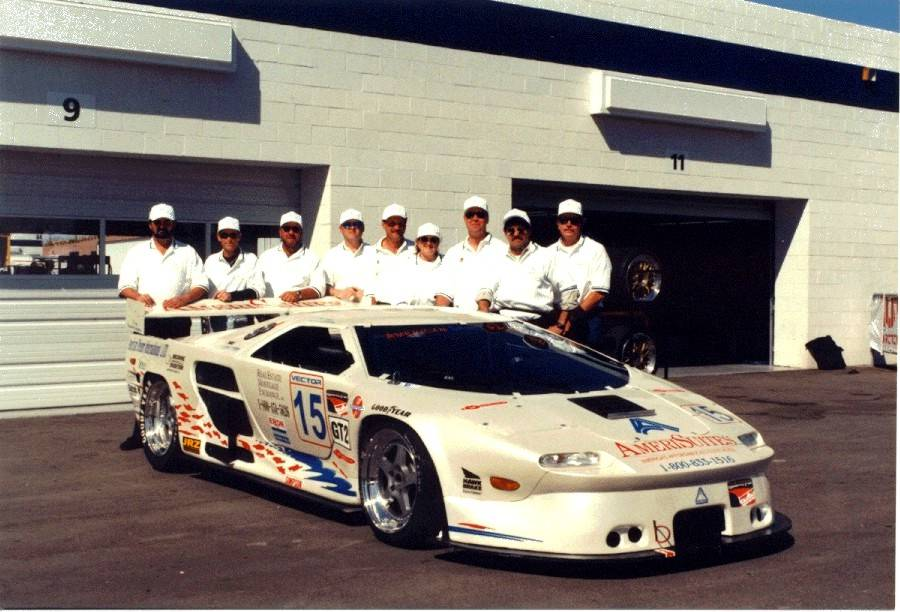
Der Vektor M12 (Startnummer 15) in den Boxen. Im Rennen schied der Wagen, gefahren von Bill Eagle und Dorsey Schroeder, nach 16 Runden durch einen technischen Defekt aus

Das 46. 12-Stunden-Rennen von Sebring, auch The 46th Annual Superflo 12 Hours of Sebring, Sebring International Raceway, fand am 22. März 1998 auf dem Sebring International Raceway statt und war der erste Wertungslauf der IMSA-GT-Serie dieses Jahres.

## Vor dem Rennen
Mit dem Wechsel diverser Rennveranstalter zur neu gegründeten United States Road Racing Championship war 1998 das Ende der IMSA-GT-Serie absehbar. Nurmehr 9 Rennen zählten zur Serie. Die traditionelle Eröffnungsveranstaltung, das 24-Stunden-Rennen von Daytona, war zur Konkurrenzserie gewechselt (Sieger 1998 Giampiero Moretti, Arie Luyendyk, Mauro Baldi und Didier Theys im Ferrari 333SP). Somit war in diesem Jahr Sebring das erste Rennen der Saison.

## Das Rennen
Bei 12-Stunden-Rennen von Sebring 1998 zeigte sich erneut, dass spannende Autorennen auch dann zustande kommen, wenn die Meldeliste weniger Teilnehmer als in den Jahren davor aufweist. Mehr als elf Stunden lieferten sich die Fahrer zweier Ferrari 333SP einen engen Zweikampf um den Gesamtsieg, der durch einen Brand am Wagen von Wayne Taylor, Eric van de Poele und Fermín Vélez zugunsten der Theys/Baldi/Moretti-Mannschaft entschieden wurde.

## Ergebnisse

### Schlussklassement
| 1               | WSC | 30 | Momo Doran Racing             | Didier Theys Mauro Baldi Giampiero Moretti                        | Ferrari 333SP             | 319 |
| 2               | GT1 | 4  | Panoz Motorsports             | Andy Wallace David Brabham                                        | Panoz Esperante GTR-1     | 318 |
| 3               | GT1 | 74 | Champion Motors               | Thierry Boutsen Bob Wollek Andy Pilgrim                           | Porsche 911 GT1 Evo       | 318 |
| 4               | GT1 | 5  | Panoz Motorsports             | Éric Bernard Jamie Davies Doc Bundy                               | Panoz Esperante GTR-1     | 312 |
| 5               | GT2 | 66 | Konrad Racing                 | Nick Ham Franz Konrad                                             | Porsche 911 GT2           | 300 |
| 6               | GT2 | 65 | Saleen Allen Speedlab         | Steve Saleen Ron Johnson Tommy Archer                             | Saleen Mustang            | 297 |
| 7               | GT1 | 91 | Rock Valley Racing            | John Heinricy Stu Hayner Roger Schramm                            | Chevrolet Camaro          | 297 |
| 8               | GT2 | 04 | C. J. Motorsports             | John Morton John Graham Ron Fellows                               | Porsche 911 GT2           | 296 |
| 9               | GT2 | 99 | Larry Schumacher              | Robert Nearn John O’Steen Larry Schumacher                        | Porsche 911 GT2           | 296 |
| 10              | GT3 | 10 | Prototype Technology Group    | Bill Auberlen Boris Said III                                      | BMW M3                    | 295 |
| 11              | GT3 | 6  | Prototype Technology Group    | Peter Cunningham Ross Bentley Mark Simo                           | BMW M3                    | 293 |
| 12              | WSC | 20 | Dyson Racing                  | Dorsey Schroeder Butch Leitzinger James Weaver                    | Riley & Scott Mk III      | 290 |
| 13              | GT3 | 23 | Alex Job Racing               | Charles Slater Cort Wagner Darryl Havens                          | Porsche 911 Carrera RSR   | 286 |
| 14              | GT3 | 07 | G & W Motorsports             | Danny Marshall Steve Marshall Patrick Huisman                     | Porsche 993               | 285 |
| 15              | GT3 | 76 | Team A.R.E.                   | John Ruther Jake Vargo Nick Anegelos Peter Argetsinger            | Porsche 993 Carrera RSR   | 283 |
| 16              | WSC | 95 | TRV Motorsport                | Jeret Schroeder Tom Volk Lyn St. James                            | Kudzu DL-4                | 283 |
| 17              | GT3 | 24 | Tim Vargo                     | Jack Refenning Tim Vargo Josh Vargo Brady Refenning               | Porsche 911 Carrera RSR   | 277 |
| 18              | GT3 | 25 | Alex Job Racing               | Charles Slater Don Kitch Angelo Cilli Dale White Michael Petersen | Porsche 911 Carrera RSR   | 268 |
| 19              | GT1 | 2  | Mosler Automotive             | Shane Lewis Vic Rice Tom Reese                                    | Mosler Raptor             | 263 |
| 20              | GT3 | 96 | Olive Garden Racing           | Kevin Wheeler Mike Davies Ron Zitza                               | Porsche 993               | 259 |
| 21              | GT1 | 71 | Arthur Pilla                  | Arthur Pilla Oma Kimbrough David Kitchak                          | Porsche 911 GT2 Evo       | 253 |
| 22              | GT3 | 32 | Phoenix Motorsports           | Don Knowles Jim Michaelian Jim McNeely John Heinricy              | Pontiac Firebird          | 246 |
| 23              | WSC | 12 | Genesis Racing                | Chuck Goldsborough Michael DeFontes Mark Neuhaus Rick Fairbanks   | Hawk MD3R                 | 244 |
| Ausgefallen     |     |    |                               |                                                                   |                           |     |
| 24              | WSC | 7  | Doyle-Risi Racing             | Wayne Taylor Eric van de Poele Fermín Vélez                       | Ferrari 333SP             | 298 |
| 25              | GT3 | 46 | Bill Radar                    | Max Schmidt Chris Bingham                                         | Porsche 911 Carrera RSR   | 249 |
| 26              | WSC | 39 | Matthews-Colucci Racing       | David Murry Hurley Haywood Derek Bell Jim Matthews                | Riley & Scott Mk III      | 247 |
| 27              | GT3 | 68 | The Racers Group              | Stephen Earle Philip Collin Kevin Buckler                         | Porsche 911 Carrera RSR   | 242 |
| 28              | GT1 | 11 | Robinson Racing               | Jack Baldwin Irv Hoerr George Robinson                            | Oldsmobile Aurora         | 235 |
| 29              | GT3 | 55 | AASCO Performance             | Tim Ralston Kelly Collins Jorge Trejos                            | Porsche 911 Carrera RSR   | 232 |
| 30              | WSC | 28 | Intersport Racing             | Jon Field Butch Brickell Rick Sutherland                          | Riley & Scott Mk III      | 173 |
| 31              | GT2 | 77 | Konrad Motorsport             | Wido Rössler Peter Kitchak Matt Turner                            | Porsche 911 GT2           | 170 |
| 32              | GT3 | 1  | Prototype Technology Group    | Craig Carter Andy Petery Giovanna Amati                           | BMW M3                    | 170 |
| 33              | GT2 | 01 | Rohr                          | Sylvain Tremblay Martin Snow Jochen Rohr                          | Porsche 911 GT2 Evo       | 160 |
| 34              | GT2 | 38 | Mark Hein                     | Mark Hein Gary Blackman John Green Pete Halsmer                   | Acura NSX                 | 159 |
| 35              | GT2 | 38 | John Annis                    | John Annis Lee Hill Randy Pobst Mick Robinson                     | Chevrolet Camaro          | 152 |
| 36              | WSC | 8  | Transatlantic Racing Services | Johnny O’Connell Henry Camferdam Scott Schubot                    | Riley & Scott Mk III      | 130 |
| 37              | WSC | 59 | Intersport Racing             | Alex Smith Simon Gregg Joaquin DeSoto John Mirro                  | Spice SC95                | 129 |
| 38              | GT3 | 54 | Bell Motorsports              | Carlos DeQuesada Scott Neuman Terry Borcheller Joe Varde          | BMW M3                    | 125 |
| 39              | GT3 | 93 | Team Ecuador                  | Henry Taleb Rino Mastronardi                                      | Nissan 240SX              | 95  |
| 40              | GT3 | 57 | Kryderacing                   | Luis Sereix Frank Del Vecchio Reed Kryder                         | Nissan 240SX              | 42  |
| 41              | WSC | 63 | Downing Atlanta               | Jim Pace Yōjirō Terada Jim Downing                                | Kudzu DLM                 | 36  |
| 42              | GT3 | 86 | First Union                   | Darren Law Steve Pfeffer Mike Fitzgerald                          | Porsche 993               | 34  |
| 43              | GT3 | 67 | The Racers Group              | Peter Baron Dennis O’Keefe Steve Pelke                            | Porsche 911 Carrera RSR   | 24  |
| 44              | GT2 | 15 | Jon Lewis                     | Bill Eagle Dorsey Schroeder                                       | Vector M12                | 12  |
| 45              | WSC | 16 | Dyson Racing                  | James Weaver Elliott Forbes-Robinson Butch Leitzinger             | Riley & Scott Mk III      | 7   |
| 46              | GT2 | 69 | Gustl Spreng                  | Gustl Spreng Kersten Jodexnis Ray Mummery                         | Porsche 993 Carrera Turbo | 6   |
| 47              | GT3 | 33 | Phoenix Motorsports           | Steve McNeely Jim Michealian Joe Aquilante                        | Pontiac Firebird          | 4   |
| 48              | GT1 | 3  | Greg Malvasc                  | Jerry Kinn Chuck Singletary Gerre Payvis                          | Chevrolet Camaro          | 1   |
| Nicht gestartet |     |    |                               |                                                                   |                           |     |
| 49              | GT2 | 58 | Al Broadfoot                  | Bob Mazzuoccola Sam Wolkoff Mark Raccaro John Fillipakis          | Porsche 944 Turbo         | 1   |

1 nicht trainiert

### Nur in der Meldeliste
Hier finden sich Teams, Fahrer und Fahrzeuge, die ursprünglich für das Rennen gemeldet waren, aber aus den unterschiedlichsten Gründen daran nicht teilnahmen.
| Pos. | Klasse | Nr. | Team                | Fahrer                                                   | Chassis            |
| ---- | ------ | --- | ------------------- | -------------------------------------------------------- | ------------------ |
| 50   | GT1    | 13  | Luis Sereix         | Luis Sereix Daniel Urrutia Daniel Urrutia Jr.            | Chevrolet Beretta  |
| 51   | WSC    | 19  | Davin Racing        | Edd Davin A. J. Smith Mark Montgomery                    | Kudzu DLM          |
| 52   | GT3    | 22  | Paul Reisman        | Paul Reisman John Reisman                                | Chevrolet Camaro   |
| 53   | GT2    | 31  | Hi-Tech Performance | Michael Smellie Chris Harris Michael Lewis Chris Smellie | Toyota Supra Turbo |
| 54   | WSC    | 33  | Jacobs Motorsports  | Michael Jacobs                                           | Argo JM20          |
| 55   | WSC    | 51  | Fantasy Junction    | Bruce Trenery Spencer Trenery Grahame Bryant             | Cannibal           |

### Klassensieger
| Klasse | Fahrer        | Fahrer         | Fahrer            | Fahrzeug              | Platzierung im Gesamtklassement |
| ------ | ------------- | -------------- | ----------------- | --------------------- | ------------------------------- |
| WSC    | Didier Theys  | Mauro Baldi    | Giampiero Moretti | Ferrari 333SP         | Gesamtsieg                      |
| GT1    | Andy Wallace  | David Brabham  |                   | Panoz Esperante GTR-1 | Rang 2                          |
| GT2    | Nick Ham      | Franz Konrad   |                   | Porsche 911 GT2       | Rang 5                          |
| GT3    | Bill Auberlen | Boris Said III |                   | BMW M3                | Rang 10                         |

### Renndaten
- Gemeldet: 55
- Gestartet: 48
- Gewertet: 23
- Rennklassen: 4
- Zuschauer: unbekannt
- Wetter am Renntag: warm und trocken, aber windig
- Streckenlänge: 6,035 km
- Fahrzeit des Siegerteams: 12:00:22,895 Stunden
- Gesamtrunden des Siegerteams: 319
- Gesamtdistanz des Siegerteams: 1925,178 km
- Siegerschnitt: 158,208 km/h
- Pole Position: Wayne Taylor – Ferrari 333SP (#7) – 1:55,052 – 189,241 km/h
- Schnellste Rennrunde: Didier Theys – Ferrari 333SP (#30) – 1.57,257 – 184,861 km/h
- Rennserie: 1. Lauf zur IMSA-GT-Serie 1998